# Érable nain
Acer glabrum
Espèce
Classification APG III (2009)
L'Érable nain (ou Acer glabrum) est un arbre de la famille des Aceraceae.